# チョウジザクラ
チョウジザクラ（丁字桜、学名: Cerasus apetala var. tetsuyae）はバラ科サクラ属の落葉低木から小高木。山地に生えるサクラの野生種の一つ。本州（岩手県）以南の太平洋側、九州（熊本県）の一部に見られる。和名の由来は、花の萼筒が長く、横から見ると丁字形や丁子（クローブ）のように見えることから名づけられている。別名にメジロザクラ。なお、チョウジザクラの名はフジモドキにも使われている。

## 分布
本州の東北（岩手県）以南の太平洋側に見られる。また、九州の熊本県にも一部で見られる。山地を好んで分布し、谷川の近くのような岩石の多い部分でも生育できる。石灰岩地にも生える。

## 特徴
落葉広葉樹の低木から小高木。樹木の高さは大きくなってもせいぜい6 - 7メートル (m) 前後で、あまり大きくならない。幹は下部からよく枝分かれする。樹皮は灰褐色で横長の皮目がある。枝は紫褐色で、一年枝は灰色を帯び毛が多く、皮目がある。その樹皮を樺細工のような工芸品に使用したりする。
花期は3月下旬から4月。花は白からやや薄紅色。五枚一重であり、花びらは小さく花全体で大きくても2センチメートル (cm) 前後。花は180度近くまで平たく開き、萼筒も長く、このとき横から見ると丁字のように見える。花は下向きに咲くことが多い。花を除くとマメザクラ（Cerasus incisa var. incisa）に良く似ている。
葉は長い楕円形であり、葉縁は葉の端の鋸上の部分は切込みが深く（欠刻状重鋸葉）マメザクラに似る。葉には一面に毛が生える。時々葉の先端が長く伸びる。秋になると紅葉し落葉する。
冬芽は鱗芽で、サクラ類の中でも小さく、卵形で無毛で多数の芽鱗に包まれている。枝の先に頂芽がつき、側芽が枝に互生する。葉痕は三角形や三日月形で、維管束痕が3個つく。
観賞用の価値が低いために、植えられる事は稀である。その一方、この種は多種との雑種を作りやすく、品種改良に使われることも少なくない。

## チョウジザクラ群
チョウジザクラに似ていたり、変種だとされる桜はチョウジザクラ群に分類されている。チョウジザクラ自体は観賞用の価値が低いが、チョウジザクラ群には好んで植えられるものもある。

### 野生種
- チョウジサクラ（丁字桜・メジロザクラ） - Cerasus apetala
  - チョウジサクラ（丁字桜・メジロザクラ） - Cerasus apetala var. tetsuyae H.Ohba　種 (species)の下位分類の変種 (variety)としてのチョウジザクラ[2][6]。
  - ミヤマチョウジザクラ（深山丁字桜） - Cerasus apetala var. apetala　種の下位分類の変種の深山型。中央アルプスから南アルプスにかけて分布する。
  - オクチョウジザクラ（奥丁字桜） - Cerasus apetala var. pilosa (Koidz.) H.Ohba　種の下位分類の変種[8]。

種間雑種
- オオミネザクラ（大峰桜） - Cerasus ×oneyamensis (Hayashi) H.Ohba nothovar. takasawana (H.Kubota & Funatsu) H.Ohba[9][10]　オクチョウジザクラとオオヤマザクラの自然雑種。
- チチブザクラ（秩父桜） - Cerasus ×chichibuensis (H.Kubota & Moriya) H.Ohba[8]　チョウジザクラとエドヒガンの自然雑種。
- ニッコウザクラ（日光桜） - Cerasus ×tschonoskii (Koehne) H.Ohba[11]　チョウジザクラとカスミザクラの自然雑種。
- ナルサワザクラ（鳴沢桜） - Cerasus ×yanashimana (H.Kubota & Moriya) H.Ohba[12][13]　チョウジザクラとヤマザクラの自然雑種。ハナイシザクラ（花石桜）を含む。

### 園芸品種
- オオオクチョウジザクラ（大奥丁字桜）
- キクザキオクチョウジザクラ（菊咲奥丁字桜） - Cerasus apetala (Sieb. & Zucc.) H.Ohba var. pilosa (Koidz.) H.Ohba f. multipentala (Kawas.) H.Ohba　ヒナギクザクラ（雛菊桜）ともいう。チョウジザクラ群の園芸品種は、キクザキオクチョウジザクラを親に持っていることが多い。
- シキザキチョウジザクラ（四季咲丁字桜）